# Sforza-Galeazzo Sforza
Sforza-Galeazzo Sforza (Corfou, 6 septembre 1916 † Strasbourg, 28 décembre 1977) était un aristocrate italien, haut fonctionnaire européen et sculpteur. Il fut un promoteur actif des droits de l'homme et du patrimoine architectural.

## Biographie
Le comte Sforza-Galeazzo Sforza (surnom affectueux "Sforzino') était un descendant d'une branche cadette, les comtes de Castel San Giovanni, de la famille Sforza, qui régna sur le duché de Milan pendant deux siècles. Son père, Carlo Sforza (1872 † 1952), adversaire du fascisme, fut sénateur, diplomate et ministre des Affaires étrangères d'Italie. Sa mère était la comtesse belge Valentine Errembault de Dudzeele (1875 † 1969).
Il fait ses humanités gréco-latines d'abord au Collegio Massimo à Rome, pour les terminer, après la fuite devant le fascisme, au collège Saint-Boniface à Bruxelles. Il fait ensuite les candidatures en philosophie et lettres à l'Institut Saint-Louis à Bruxelles et à l'Université d'Aix-en-Provence (1939-1940). 
En juin 1940, il s'exile avec ses parents aux États-Unis, où il obtient le diplôme de Master of Arts in Public and International Law à l'université Columbia à New York  (1940 - 1941). Il est ensuite rédacteur à la National Broadcasting Company, chargé des nouvelles et commentaires en italien et en français sur la situation en Europe (1941 - 1942).
En septembre 1943, après la chute du fascisme, il retourne en Italie avec ses parents et s'engage comme simple soldat dans la division d'infanterie Friuli, incorporée dans la VIIIe armée britannique (janvier 1944 - mai 1945). Il devient ensuite attaché de presse auprès du Premier ministre italien (1945 - 1946).
De 1946 à 1949, il s'installe comme sculpteur à Paris, tout en faisant des reportages et écrivant des articles pour des hebdomadaires italiens.

## Conseil de l'Europe
En mai 1949, le Conseil de l'Europe voit le jour et Sforza y entame une carrière. Il est d'abord membre du cabinet du premier secrétaire-général, Jacques-Camille Paris, puis chef de cabinet de son successeur, Léon Marchal.
En 1955, il est détaché à l'UNESCO en qualité d'adjoint du chef du service des relations avec les États membres (1955 - 1957), avant de revenir au Conseil de l'Europe, où il remplit successivement les fonctions suivantes : 
- chef du service des relations extérieures (1960 - 1963) ;
- greffier adjoint de l'Assemblée Consultative du Conseil de l'Europe (1964 - 1968) ;
- secrétaire-général adjoint du Conseil de l'Europe (de 1968 jusqu'à son décès).

Le comte Sforza s'emploie en premier lieu à traiter les affaires concernant l'art, le patrimoine et l'environnement. Il est l'un des initiateurs et organisateurs de l'Année européenne du patrimoine en 1975 et des activités qui ont eu lieu au cours des années précédentes.
Il est également président du comité de rédaction du European Yearbook - Annuaire Européen.
Il joue un rôle actif : 
- lors de l'année européenne du patrimoine architectural ;
- pour les initiatives en matière des droits de l'homme et
- pour la création à Venise du Centre européen de formation des artisans pour la sauvegarde du patrimoine architectural.

Il s'implique également beaucoup dans le sauvetage et la restauration du patrimoine à Strasbourg et prêche d'exemple en restaurant la résidence mise à sa disposition, rue de la Carpe-Haute.
En 1977, il découvre qu'il est atteint d'une tumeur maligne, ce qui ne l'empêche pas de poursuivre ses activités pratiquement jusqu'à son décès.
En 1999, la ville de Strasbourg honore les Sforza en donnant leur nom à une rue, célébrant ainsi tant le père que le fils.

## Autres activités
Sforza exerça de nombreuses fonctions, corollaires à ses activités professionnelles, entre autres :
- secrétaire permanent de la Fondation européenne Pro Venetia Viva,
- président permanent du Festival du film sur les droits de l'homme,
- membre du Comité exécutif d'Europa Nostra,
- membre du conseil d'administration de l'Institut international des droits de l'homme (Strasbourg),
- membre du conseil d'administration  de l'Institut international de droit humanitaire (San Remo),
- membre du conseil d'administration de l'Institut des hautes études européennes de l'université de Strasbourg.
- président de International Standing Conference on Philanthropy (Interphil). Son épouse, la comtesse Anne Sforza, lui succède à la présidence. Elle sera également vice-présidente des Amis du Musée d'Art Moderne et Contemporain de Strasbourg.

## Privé
Lors de son séjour à Paris, Sforza fut le compagnon de la peintre Leonor Fini. Il épousera ensuite en premières noces Corinne Simon (1927 † 2011), fille du sculpteur Paul Simon (1892 † 1979), puis, en secondes noces, l'Alsacienne Anne Spehner, connue sous le nom de comtesse Anne Sforza.

## Littérature
- Oscar COOMANS DE BRACHÈNE, État présent de la noblesse belge, Annuaire de 1988, Bruxelles, 1988.
- Sforza-Galeazzo Sforza, Strasbourg, Conseil de l'Europe, 1978. Livre d'hommage, contenant une vingtaine de contributions, entre autres de la part de René Huyghe, Duncan Sandys, Alain Poher, Pierre Pflimlin.